# 미사와역
미사와역(일본어: 三沢駅)은 일본 아오모리현 미사와시에 위치한 아오이모리 철도 아오이모리 철도선의 철도역이다. 이 역은 시점인 메토키 역으로부터 46.9 km 떨어져 있으며, 도쿄역부터는 664.2 km 만큼 떨어져 있는 역이다.

## 승강장
단선 승강장 1면 1선과 섬식 승강장 1면 2선으로 구성된 혼합식 승강장 2면 3선 구조의 철도역이며 교상역이다.

### 타는 곳
| 번선  | 노선                | 방향 | 행선                   | 비고                              |
| ----- | ------------------- | ---- | ---------------------- | --------------------------------- |
| 1     | ■ 아오이모리 철도선 | 하행 | 노헤지 · 아오모리 방면 |                                   |
| 2 · 3 | ■ 아오이모리 철도선 | 상행 | 하치노헤 · 산노헤 방면 | 3번 승강장은 일부 열차만이 사용함 |

## 역사
- 1894년 4월 1일: 닛폰 철도 후루마키역(古間木駅)으로 영업 개시.
- 1906년 7월 1일: 국유화됨.
- 1922년 9월 4일: 도와다 철도(현재 도와다 관광 전철)이 접속.
- 1961년
  - 3월 1일: 도와다 관광 전철의 철도역이 미사와역으로 명칭 변경.
  - 3월 20일: 일본국철의 철도역이 미사와역으로 명칭 변경.
- 1986년 11월 1일: 하물 취급 폐지.
- 1987년 4월 1일 : 민영화에 따라, 일본국철의 철도역은 동일본 여객철도(JR동일본)가 계승.
- 2008년: 일본화물철도의 철도역 폐지.
- 2010년 12월 4일 : 도호쿠 신칸센이 신아오모리역까지 연장 개통함에 따라 JR동일본 철도역은 아오이모리 철도로 이관.
- 2012년 4월 1일: 도와다 관광 전철의 철도역 폐지.[1]

## 인접역
| 아오이모리 철도 ■ 아오이모리 철도선 | 아오이모리 철도 ■ 아오이모리 철도선 | 아오이모리 철도 ■ 아오이모리 철도선 |
| ----------------------------------- | ----------------------------------- | ----------------------------------- |
| 무카이야마 하치노헤 방면            | 보통                                | 고가와라 아오모리 방면              |